# سلاتشانا ميركوفيتش
سلاتشانا ميركوفيتش (مواليد 7 أكتوبر 1995) هي لاعبة كرة طائرة صربية وتمثل منتخب صربيا.شاركت مع منتخب بلادها في بطولة أوروبا 2017.